# Édith et Marcel
Édith et Marcel è un film del 1983 diretto da Claude Lelouch.